# Ulrik Cold
Ulrik Thestrup Cold (15. maj 1939 i København – 13. oktober 2010) var en dansk operasanger. .
Han blev cand. jur. i 1968. Samme år debuterede han som operasanger på Den Jyske Opera i partiet som Sarastro i Tryllefløjten.
Cold sang basbaryton og var uddannet hos Else Brems og Holger Byrding. Han har optrådt som lied-, oratorie- og operasanger og har medvirket ved koncerter, operetter, musicals, film og TV siden 1962.
Cold var i 1975 til 1977 kunstnerisk chef ved Den Kongelige Opera.
Ulrik Cold har optrådt over hele verden: Han har sunget titelpartiet i Jules Massenets Don Quixote på Komische Oper i Berlin og i Paris, spillet Saul i Carl Nielsens opera Saul og David, sunget Mefisto i Charles Gounods Faust. Han har optrådt sammen med mange af sin tids betydeligste sangere bl.a. Joan Sutherland.
Ulrik Cold var søn af advokaten og fodboldspilleren Jørgen Cold (1899-1986). Han var desuden halvfætter til sangerinden Ulla Cold fra popgruppen Rocazino.

## Filmografi
- Walter og Carlo i Amerika (1989)
- Riget II (1997)
- Forbudt for børn (1998)
- Mulan (1998) (stemme)
- Mulan 2 (2004) (stemme)
- Anders Ands Ønskejul med Mickey Mouse og Venner (2000)
- Tryllefløjten (1974) – en Ingmar Bergman-produktion for Tv, hvor Cold spillede Sarastro.